# Cantonul Renwez
Cantonul Renwez este un canton din arondismentul Charleville-Mézières, departamentul Ardennes, regiunea Champagne-Ardenne, Franța.

## Comune
| Comune              | Populație (1999) | Cod poștal | Cod INSEE |
| ------------------- | ---------------- | ---------- | --------- |
| Arreux              | 320              | 08090      | 08022     |
| Cliron              | 280              | 08090      | 08125     |
| Ham-les-Moines      | 358              | 08090      | 08206     |
| Harcy               | 459              | 08150      | 08212     |
| Haudrecy            | 266              | 08090      | 08216     |
| Lonny               | 414              | 08150      | 08260     |
| Les Mazures         | 774              | 08500      | 08284     |
| Montcornet          | 218              | 08090      | 08297     |
| Murtin-et-Bogny     | 142              | 08150      | 08312     |
| Remilly-les-Pothées | 216              | 08150      | 08358     |
| Renwez              | 1.437            | 08150      | 08361     |
| Saint-Marcel        | 325              | 08460      | 08389     |
| Sécheval            | 395              | 08150      | 08408     |
| Sormonne            | 542              | 08150      | 08429     |
| Tournes             | 1.075            | 08090      | 08457     |